# MPEG-G
MPEG-G (ISO / IEC 23092) é um padrão ISO/IEC projetado para representação de informações genômicas pela colaboração do ISO/IEC JTC 1/SC 29 /WG 9 (MPEG) e do ISO TC 276 "Biotechnology" Work Group 5. O objetivo do padrão é fornecer soluções interoperáveis para armazenamento, acesso e proteção de dados em diferentes implementações possíveis para informações de dados geradas por máquinas de sequenciamento de alto rendimento e seu processamento e análise subsequentes. O padrão é composto de diferentes partes, cada uma abordando um aspecto específico, como compressão, associação de metadados, Application Programming Interfaces (APIs) e um software de referência para decodificação de dados. Juntamente com o software decodificador de referência, implementações comerciais e de código aberto começaram a estar disponíveis em 2019, cobrindo progressivamente mais partes publicadas do padrão.

## Background
O advento das tecnologias de High-throughput methods (HTS) revolucionou o campo da biologia quantitativa. A disponibilidade de grandes coleções de informações genômicas agora faz parte da prática cotidiana e se tornou a base de diversas disciplinas, desde a pesquisa biológica até a medicina personalizada na clínica. Atualmente, as informações genômicas são trocadas principalmente por meio de uma variedade de formatos de dados, como FASTA / FASTQ para leituras de sequenciamento não alinhadas e SAM / BAM / CRAM para leituras alinhadas. O padrão ISO/IEC 23092 (MPEG-G) visa fornecer um formato unificado para a representação e compactação eficientes de dados tão diversos, tanto para armazenamento de arquivos quanto para transporte de dados. Para isso, o padrão é dividido em várias partes.

## Estrutura padrão
O padrão MPEG-G utiliza tecnologia e arquiteturas de representação de dados previamente validadas no campo da mídia digital. Eles permitem compactar e transportar dados de sequenciamento do genoma mesmo em cenários complexos, por exemplo, quando é necessário acesso a grandes quantidades de dados possivelmente distribuídos ou quando parte dos dados precisa ser criptografada por motivos de privacidade. Conceitualmente, tais requisitos levam à definição de uma série de mecanismos mutuamente inter-relacionados, que são resumidos na lista a seguir:
- Formato e compressão de dados[4]
- Transmissão de dados[4]
- Concatenação de arquivo compactado[4]
- Atualização incremental de dados de sequenciamento e metadados[4]
- Acesso seletivo a dados compactados, por exemplo, consultas rápidas por intervalo genômico[5]
- Associação de metadados[6]
- Aplicação das regras de privacidade[6]
- Criptografia seletiva de dados e metadados[6]
- Anotação e ligação de segmentos genômicos.[7]

Por sua vez, alguns desses tópicos foram reunidos para tornar o padrão mais fácil de entender e implementar. Como resultado, a norma ISO/IEC 23092 é fisicamente estruturada como uma série de documentos separados, da seguinte forma:
| Parte  | Número          | Primeira data de lançamento público (primeira edição) | Última data de lançamento público (edição) | Última alteração | Título                                                | Descrição |
| ------ | --------------- | ----------------------------------------------------- | ------------------------------------------ | ---------------- | ----------------------------------------------------- | --- |
| Part 1 | ISO/IEC 23092-1 | 2019                                                  | 2019                                       |                  | Transporte e armazenamento de informações genômicas   | Especificação do formato de arquivo, streaming e indexação |
| Part 2 | ISO/IEC 23092-2 | 2019                                                  | 2019                                       |                  | Codificação de Informação Genômica                    | Compressão de dados de sequenciamento do genoma não mapeados (brutos) e alinhados |
| Part 3 | ISO/IEC 23092-3 | 2020                                                  | 2020                                       |                  | Metadados e Application Programming Interfaces (APIs) | Especificação de interfaces padrão, sintaxe para metadados e descrição de mecanismos de proteção de conteúdo |
| Part 4 | ISO/IEC 23092-4 | (2020)                                                |                                            |                  | Software de referência                                | Ele descreve a implementação de código aberto de um decodificador normativo e codificador informativo. Ele também fornece fluxos de bits compactados que podem ser usados para fins de referência. Observe que existem outras implementações de código aberto desenvolvidas por grupos independentes |
| Part 5 | ISO/IEC 23092-5 | (2020)                                                |                                            |                  | Teste de conformidade                                 | Ele detalha o procedimento de teste e os fluxos de bits de referência compactados associados a serem usados quando se deseja avaliar a conformidade de uma implementação de decodificador com o padrão MPEG-G                                                                                        |
| Part 6 | ISO/IEC 23092-6 | (2021)                                                |                                            |                  | Codificação de anotações genômicas                    | Representação compactada de anotações genômicas — ou seja, uma série de tipos de dados heterogêneos associados a intervalos do genoma de referência aos quais os dados de sequenciamento foram alinhados.                                                                                            |

### ISO/IEC 23092-1 MPEG-G Part 1
A ISO/IEC 23092-1 especifica como os dados genômicos são organizados dentro de estruturas MPEG-G para transporte (ou seja, streaming) e armazenamento. Os formatos de registro genômico, registro de referência, arquivo MPEG-G e fluxo de transporte são definidos nesta parte. Ele apresenta o Access Unit como o contêiner dos dados genômicos compactados e fornece um processo de conversão de referência entre diferentes formatos.

### ISO/IEC 23092-2 MPEG-G Part 2
A ISO/IEC 23092-2 especifica a sintaxe e os métodos para compressão sem perdas MPEG-G de dados de sequenciamento e compressão com perdas de pontuações de qualidade associadas. O MPEG-G, como é típico dos padrões MPEG, especifica apenas o processo de decodificação, enquanto o processo de codificação é deixado aberto a inovações algorítmicas e específicas de implementação. Todos os decodificadores compatíveis com MPEG-G produzem saídas idênticas dos fluxos de bits multiplexados incluídos nos arquivos MPEG-G e dos fluxos de dados em cenários de streaming.
Os dados de entrada do codificador são registros genômicos ou metadados, com dados de referência opcionais, enquanto sua saída é um arquivo MPEG-G ou fluxos de transporte.

### ISO/IEC 23092-3 MPEG-G Part 3
A ISO/IEC 23092-3 especifica um formato de metadados e fornece APIs de representação de dados genômicos para dar suporte à interoperabilidade entre ferramentas e sistemas existentes. A Parte 3 especifica como um fluxo de bits compatível com MPEG-G pode ser integrado com metadados, bem como mecanismos para implementar controle de acesso, verificação de integridade, autenticação e mecanismos de autorização. Esta parte também contém uma seção informativa dedicada ao mapeamento entre estruturas de dados SAM e MPEG-G, incluindo compatibilidade com versões anteriores do conteúdo SAM existente. Ele define:
| Grupo de funções    | Breve Descrição |
| ------------------- | --- |
| Informação Genômica | Funções usadas para consultar a estrutura e recuperar as informações genômicas codificadas em um fluxo de bits compatível com a série ISO/IEC 23092. |
| Metadados           | Funções usadas para consultar a estrutura e recuperar os metadados associados aos dados genômicos codificados.                                       |
| Proteção            | Funções usadas para recuperar os metadados de proteção associados aos dados genômicos codificados.                                                   |
| Referência          | Funções usadas para recuperar a referência associada a um conjunto de dados.                                                                         |
| Estatísticas        | Funções usadas para recuperar estatísticas associadas a um conjunto de dados.                                                                        |

### ISO/IEC 23092-4 MPEG-G Part 4
A ISO/IEC 23092-4 especifica um software de referência para representação de informações genômicas, denominado modelo genômico (GM). Ele consiste em dois componentes: o software codificador de referência e o software decodificador de referência. Embora o software decodificador de referência seja fornecido para avaliar a conformidade com os requisitos da ISO/IEC 23092-1, ISO/IEC 23092-2 e ISO/IEC 23092-6, o software codificador de referência serve como um guia para a implementação dos padrões acima mencionados. O software codificador de referência chamado Genie é um software de código aberto desenvolvido por um grupo de indivíduos de várias universidades e empresas ao redor do mundo. Ele apresenta os seguintes componentes:
| Parte  | Número          | Componente                           | Descrição |
| ------ | --------------- | ------------------------------------ | --------- |
| Part 1 | ISO/IEC 23092-1 | Encapsulamento                       |           |
|        |                 | Indexação                            |           |
| Part 2 | ISO/IEC 23092-2 | Classificação                        |           |
|        |                 | Motor de referência                  |           |
|        |                 | Quantização do valor da qualidade    |           |
|        |                 | Geração de subsequência de descritor |           |
|        |                 | Transformações                       |           |
|        |                 | Codificação de entropia              |           |
| Part 6 | ISO/IEC 23092-6 | (A ser determinado)                  |           |

### ISO/IEC 23092-5 MPEG-G Part 5
A ISO/IEC 23092-5 especifica a conformidade da codificação de informações genômicas. A Parte 5 fornece um meio de testar e validar a implementação correta da tecnologia MPEG-G em diferentes dispositivos e aplicativos para garantir a interoperabilidade entre todos os sistemas. Ele especifica um procedimento normativo para avaliar a conformidade com o padrão em um conjunto exaustivo de dados compactados.

## Tipo MIME e extensões de nome de arquivo
Nenhum tipo MIME (tipo de mídia IANA baseado em RFC 6838) definido atualmente para arquivo MPEG-G.
Nenhuma extensão de arquivo convencional é definida.